# Sousceyrac-en-Quercy
Sousceyrac-en-Quercy è un comune francese del dipartimento del Lot della regione dell'Occitania.
È stato creato il 1º gennaio 2016 dalla fusione dei preesistenti comuni di Calviac, Comiac, Lacam-d'Ourcet, Lamativie e Sousceyrac.
Il capoluogo è la località di Sousceyrac.